# رومانس (ميزوري)
رومانس (بالإنجليزية: Romance)‏ هي إحدى المجتمعات الفردية (غير مصنفة) في ولاية ميزوري في الولايات المتحدة الأمريكية.